# Kobylany Towarowe
Kobylany Towarowe – stacja towarowa w Kobylanach, w województwie lubelskim, w Polsce.